# Natalia Erdyníyeva
Natalia Konstantínovna Erdyníyeva (en ruso: Наталья Константиновна Эрдыниева; Ulán-Udé, URSS, 6 de agosto de 1988) es una deportista rusa que compitió en tiro con arco, en la modalidad de arco recurvo. Su madre, Guerelma Erdyníyeva, compitió en el mismo deporte.
Ganó dos medallas de bronce en el Campeonato Mundial de Tiro con Arco al Aire Libre, en los años 2007 y 2009, una medalla de bronce en el Campeonato Mundial de Tiro con Arco en Sala de 2009, tres medallas en el Campeonato Europeo de Tiro con Arco al Aire Libre, en los años 2008 y 2010, y cinco medallas en el Campeonato Europeo de Tiro con Arco en Sala entre los años 2008 y 2013.

## Palmarés internacional
| Campeonato Mundial al Aire Libre | Campeonato Mundial al Aire Libre | Campeonato Mundial al Aire Libre | Campeonato Mundial al Aire Libre |
| Año                              | Lugar                            | Medalla                          | Prueba                           |
| -------------------------------- | -------------------------------- | -------------------------------- | -------------------------------- |
| 2007                             | Leipzig (Alemania)               | Medalla de bronce                | Individual                       |
| 2009                             | Ulsan (Corea del Sur)            | Medalla de bronce                | Equipo                           |
| Campeonato Mundial en Sala       |                                  |                                  |                                  |
| Año                              | Lugar                            | Medalla                          | Prueba                           |
| 2009                             | Rzeszów (Polonia)                | Medalla de bronce                | Equipo                           |
| Campeonato Europeo al Aire Libre |                                  |                                  |                                  |
| Año                              | Lugar                            | Medalla                          | Prueba                           |
| 2008                             | Vittel (Francia)                 | Medalla de bronce                | Equipo                           |
| 2010                             | Rovereto (Italia)                | Medalla de oro                   | Individual                       |
| 2010                             | Rovereto (Italia)                | Medalla de oro                   | Equipo                           |
| Campeonato Europeo en Sala       |                                  |                                  |                                  |
| Año                              | Lugar                            | Medalla                          | Prueba                           |
| 2008                             | Turín (Italia)                   | Medalla de oro                   | Equipo                           |
| 2010                             | Poreč (Croacia)                  | Medalla de bronce                | Individual                       |
| 2011                             | Cambrils (España)                | Medalla de bronce                | Equipo                           |
| 2013                             | Rzeszów (Polonia)                | Medalla de oro                   | Individual                       |
| 2013                             | Rzeszów (Polonia)                | Medalla de bronce                | Equipo                           |